# Переворот (пароход)
«Переворот» — товаро-пассажирский пароход, ходивший по Волге в конце XIX в. Первый в России пароход американского типа. Был построен на Нижегородской машинной фабрике (Сормовском заводе) в 1871 году. Первый в России двухпалубный пароход.

## История создания
Построен по инициативе русского промышленника и судовладельца А. А. Зевеке.
В начале 1870-х годов стал наблюдаться упадок волжского судоходства, одной из причин которого стала быстро расширяющаяся сеть железных дорог. Для выхода из кризиса Зевеке, — в то время управляющий пароходства Д. Е. Бенардаки, — предложил кардинально изменить тип волжских речных судов. Суть его идеи заключалась в том, чтобы, не снижая объема грузовых перевозок, резко увеличить масштабы перевозки пассажиров, привлечь которых предполагалось созданием максимального комфорта. Для этой цели больше всего подходили двухпалубные товаро-пассажирские суда, эксплуатировавшиеся в США на реке Миссисипи. Это были так называемые «американские» пароходы, отличавшиеся быстроходностью и комфортом.
Для реализации своей идеи Зевеке взял облигационный заём у английской фирмы «Форбес и Ко» на сумму 60 000 стерлингов (600 000 рублей). На полученные средства на Сормовском заводе были заказаны три парохода американского типа, первый из которых получил название «Переворот» (позднее был переименован в «Колорадо», а затем в «Ориноко»).

## Описание
Имел железный корпус длиной около 80 и шириной около 12 метров и паровую машину мощностью в 580 лошадиных сил. Топливом служили дрова. По течению развивал скорость до 15 км/ч. Принимал 570 тонн груза
и 810 пассажиров. Имел две палубы; главная палуба — товарная. Каюты располагались на второй палубе; её опоясывала прогулочная «веранда», уставленная плетёной мебелью и кадками с растениями. Каюты были светлыми и просторными, с водопроводом и обогревом. Между I и II классами помещался салон, украшенный картинами. В III классе каждый пассажир имел своё спальное место, что было новым для российской практики.

## Эксплуатация
Первые годы «Переворот» принадлежал наследникам Бенардаки. В 1873 году пароходство обанкротилось, и судно перешло под управление кредитора — фирмы «Форбес и Ко». В 1876 году Зевеке учредил собственное пароходство и арендовал суда своего прежнего хозяина, в том числе и «Переворот». По политическим соображениям «Переворот» был переименован в «Колорадо». В 1889 году Александр Зевеке, — наследник Альфонса Зевеке, — выкупил «Колорадо» у кредитора. В 1890 году пароход наскочил на донный камень и затонул в районе села Широкий Буерак. Через полгода его подняли, отремонтировали и дали новое название — «Ориноко». В 1900 году пароходство Александра Зевеке тоже разорилось. Его пароходы и пристани купила петербургская страховая и транспортная компания «Надежда». «Ориноко» продолжил работу на реке. Через семь лет изношенный пароход встал на прикол в Жуковском затоне близ Нижнего Новгорода. В 1924 году был разобран на металл.